# خوزه لوئیس گومس
خوزه لوئیس گومز (اسپانیایی: José Luis Gómez‎؛ زادهٔ ۱۹ آوریل ۱۹۴۰) بازیگر اهل اسپانیا است. وی از سال ۱۹۶۸ میلادی تاکنون مشغول فعالیت بوده‌است.
از فیلم‌ها یا برنامه‌های تلویزیونی که وی در آن نقش داشته است، می‌توان به گروگان‌هایی در باریو، هر آنچه بخواهی، آغوش‌های گسسته، اشباح گویا، پوستی که در آن زندگی می‌کنم، فلامنکو و قایقرانی با باد اشاره کرد.